# 234 Barbara
234 Barbara (mednarodno ime je tudi 234 Barbara) je asteroid tipa S v glavnem asteroidnem pasu. 

## Odkritje
Asteroid je odkril nemško-ameriški astronom Christian Heinrich Friedrich Peters (1813 – 1890) 12. avgusta 1883 .  

## Lastnosti
Asteroid Barbara obkroži Sonce v 3,69 letih. Njegova tirnica ima izsrednost 0,244, nagnjena pa je za 15,352° proti ekliptiki. Njegov premer je 43,75 km, okoli svoje osi se zavrti v 26,5 h.